# Унчахар
Унчахар — місто і нагар  панчаят в окрузі Рай-Барелі індійського штату Уттар-Прадеш. Місто розташоване на шосе Лакхнау-Аллахабад, в 115 км від Лакхнау, у 85 км від Праяграджу. Місто пов'язане залізничним і автомобільним сполученнями з прилеглими містами Канпур, Лакхнау та Праяградж.

## Географія
Унчахар — місто в родючому регіоні Авадх. За 7 км на південний захід від міста протікає річка Ганга.

### Клімат
Клімат вологий субтропічний клімат з прохолодною сухою зимою з листопада по лютий і сухим жарким літом з квітня по червень. Сезон дощів триває з липня до середини вересня. Туман — звичайне явище з кінця грудня до кінця січня.